# Großer Schwarzkäfer

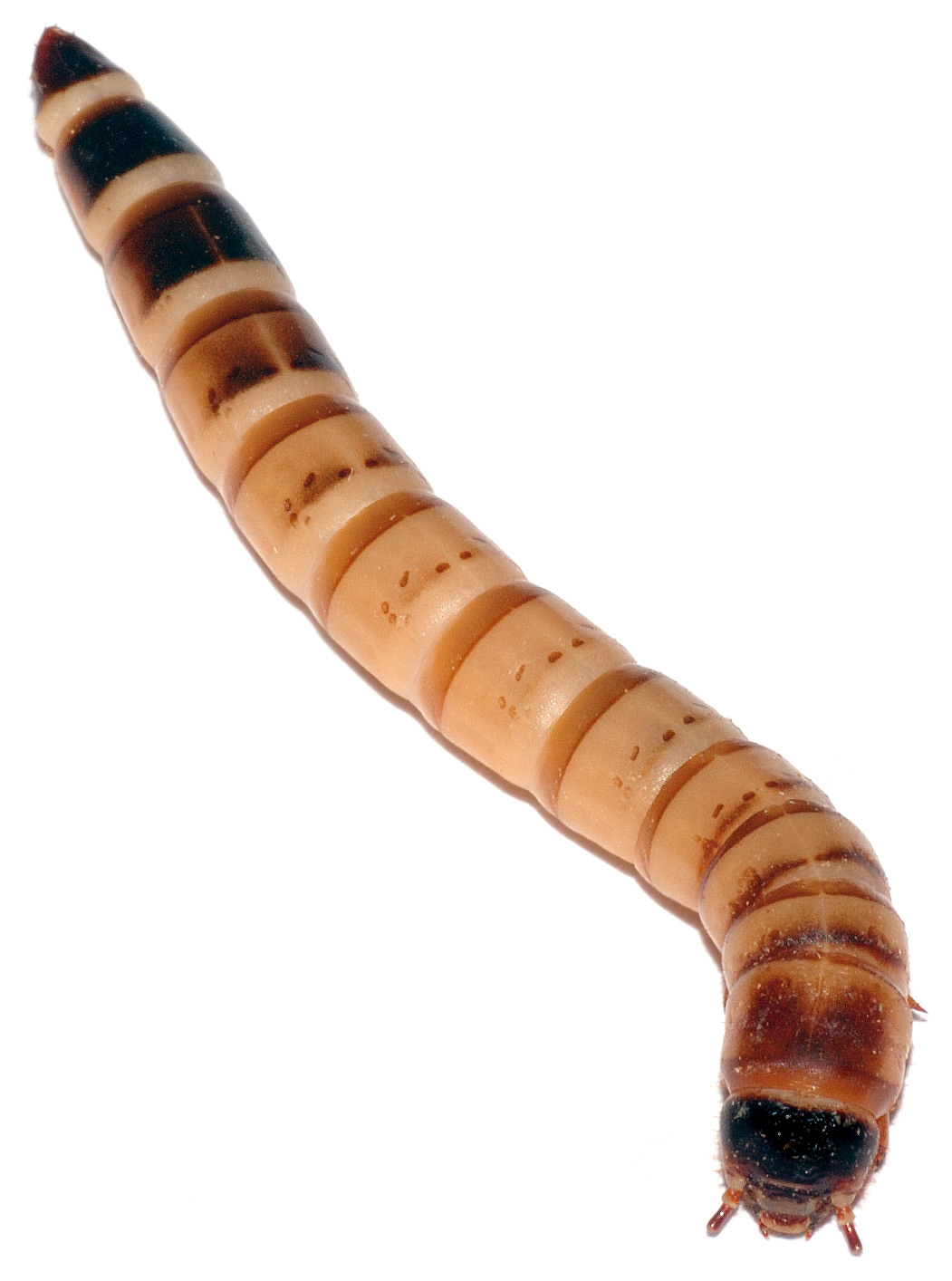
Larve des Großen Schwarzkäfers

Der Große Schwarzkäfer (Zophobas morio) ist ein Käfer aus der Familie der Schwarzkäfer (Tenebrionidae).

## Namensgebung
Eine eindeutige Namensgebung nach biologischem Standard ist nicht einfach, da verschiedene Artnamen anscheinend eine Art repräsentieren.
Die Artbestimmung erfolgte nach Kraatz (1880), wobei kein Unterschied getroffen wurde, ob es sich um Z. rugipes Kirsch oder Z. morio Fabricius handelt. Aufgrund neuerer morphometrischer Untersuchungen und Kreuzungsversuche stellen Z. rugipes und Z. atratus morphologisch distinkte Mitglieder derselben Art dar (Tschinkel, 1984). Zudem stellen nach diesem Autor Z. atratus und Z. morio dieselbe Art dar. Aus diesen Gründen muss die Benennung der Art nach dem Erstbeschreiber erfolgen und lautet Z. atratus, Fabricius, 1776.

## Merkmale
Die Käfer erreichen eine Länge von 18 bis 22 Millimeter. Sie besitzen Pygidialdrüsen, die ein für den Menschen stinkendes Wehrsekret abgeben können.

## Verbreitung und Besonderheiten
Das natürliche Verbreitungsgebiet erstreckt sich auf Mittelamerika, Kuba und auf Teile von Südamerika. Die Larven und Imagines kommen dort in und auf organischem Abfall und an Guano von obstfressenden Fledermäusen vor. Die Eiablage erfolgt in das Substrat, die Larvalentwicklung umfasst 13–15 Larvalhäutungen, mit den sich anschließenden Stadien einer inaktiven Präpuppe, Puppe und Imago. Die gesamte Ontogenese dauert ca. neun Monate. Es ist durch Freilandbeobachtungen und Untersuchungen im Labor bekannt, dass Larven sich nur unter isolierten Bedingungen verpuppen, wohingegen bei in Gemeinschaft vorkommenden Larven die Metamorphose gehemmt wird. Stattdessen folgen weitere Larvalhäutungen bis zum Tod der Larven, so dass die Larvalentwicklung unter solchen Bedingungen bis zu 20 Häutungen umfassen kann (Quennedy et al. 1995, Tschinke 1981, Tschinkel & Wilson 1971). Eine Geschlechtsbestimmung der Larven kann von außen nicht vorgenommen werden. Bei den Puppen ist das Geschlecht analog zum Mehlkäfer (Tenebrio molitor) sehr einfach bestimmbar, da die am hintersten Abdominalsegment vorhandenen, sich in der Entwicklung befindlichen Geschlechtsorgane bei männlichen Puppen größer als bei weiblichen sind (Konok 1955).

## Nutzung durch den Menschen

### Verwendung als Tierfutter
Der Große Schwarzkäfer wird in vielen Ländern der Welt professionell als Futterinsekt gezüchtet und dort – vorwiegend im Larvenstadium – als Lebendfutter für Heimtiere verwendet. Nicht nur vielen Amphibien, Reptilien, großen Spinnentieren und Fischen dienen die Larven als fett- und proteinreiche Nahrung, auch das Futter für Kleinnager kann damit hinsichtlich der Eiweißzufuhr ergänzt werden. In diesem Zusammenhang findet fast ausschließlich die wissenschaftliche Bezeichnung Zophobas Verwendung.
Die Larven sind ebenfalls als Köder beim Sportfischen auf beispielsweise Forelle, Döbel oder Brasse beliebt.

### Verwendung als Speiseinsekt

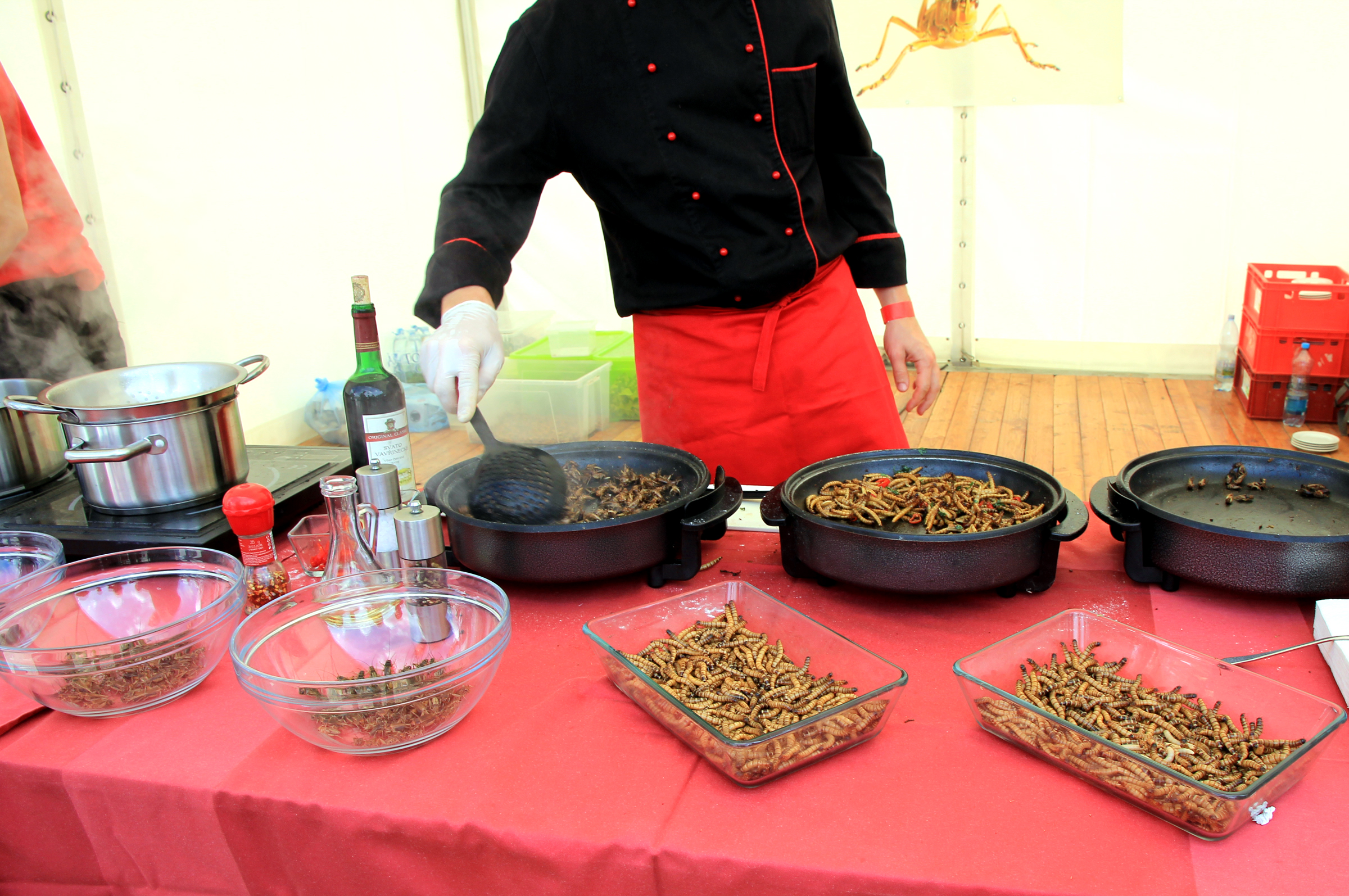
Zubereitung von Zophobas-Larven auf einem Street-Food-Festival in Prag.

Wie andere Schwarzkäferarten im Larvenstadium (Mehlwürmer, Buffalowürmer) werden die Larven des Großen Schwarzkäfers von Menschen als Speiseinsekten genutzt. Hierbei werden die Larven unter den Namen Zophobas oder Superworms vermarktet.

### Fähigkeit zur Verstoffwechselung von Plastik-/Kunststoffabfällen
Nach einem 2022 veröffentlichen wissenschaftlichen Bericht sind Zophobas-Larven mit Polystyrol (PS) als ausschließlicher Nahrungsquelle überlebensfähig, was auf die Präsenz von Bakterien im Larven-Darm hinweist, die Polystyrol enzymatisch verdauen können. Weitere Forschungen sollen sich darauf konzentrieren, die Bakterienenzyme zu charakterisieren, mit dem Ziel diese biotechnisch für den chemischen Abbau von Plastik einzusetzen.